# Cham niezbuntowany
Cham niezbuntowany – publicystyczna książka autorstwa Rafała Ziemkiewicza, wydana w 2020 roku przez wydawnictwo Fabryka Słów.

## Treść
Książka przedstawia refleksje autora na temat mentalności polskiej, relacji Polaków z innymi nacjami i ze sobą nawzajem. Porusza ona zatem zbliżoną tematykę, co wcześniejsza książka autora – Polactwo. Autor poszukuje źródeł współczesnych narodowych działań i problemów w uwarunkowaniach historycznych. Za takie problemy uważa między innymi niskie poczucie wartości i wyjątkowości. Cechy wspólne dla narodu, ukształtowane przez doświadczenie, autor określa jako mental narodowy.
Główna myśl przedstawiona w książce dotyczy tego, że w historii narodu polskiego, w odróżnieniu od innych nacji, rzadko dochodziło do buntów chłopskich i rewolucji. Zdaniem autora awans społeczny niższych warstw dokonywał się poprzez naśladowanie panów i wypieranie się siebie samych, co współcześnie ma owocować kompleksami.
Praca zawiera bardzo dużo odniesień historycznych do różnych okresów. Jednym z poruszanych tematów są trójstronne relacje pomiędzy szlachtą, warstwami niższymi a Żydami.
Autor wskazuje także na nieuzasadnione, jego zdaniem, wytykanie przez kraje zachodnie problemów, które w zasadzie nie dotyczą Polski. Jako przykład takiej sytuacji podaje zarzucanie Polsce prześladowania homoseksualistów. Autor jako kontrargument wskazuje na to, że homoseksualizm w polskim prawodawstwie nigdy nie był przestępstwem (w odróżnieniu od wielu krajów zachodnich), a według badań Macieja Gduli polska klasa ludowa jest dość tolerancyjna.
Tekst pod względem tematyki i rozbudowania przypomina esej, choć pod względem językowym jest zbliżony do felietonu.

## Odbiór
Książka szybko stała się bestsellerem, po dwóch tygodniach od premiery konieczny był dodruk. Pod koniec czerwca 2020 roku książka została liderem rankingu sprzedaży literatury Nielsen BookScan. W tym samym miesiącu praca była najlepiej sprzedającym się e-bookiem i audiobookiem w serwisie Ebookpoint.pl.

### Oskarżenia o antysemityzm
Kilka dni po zapowiedzi premiery książki Stowarzyszenie „Otwarta Rzeczpospolita” złożyło do prokuratury zawiadomienie w związku z podejrzeniem popełnienia przestępstwa nawoływania do nienawiści na tle różnic narodowościowych oraz publicznego znieważenia grupy ludności z powodu jej przynależności narodowej (art. 256 pt. 2 i art. 257 kk).
Stowarzyszenie „Nigdy Więcej” rekomendowało portalowi Allegro usunięcie aukcji oferujących książkę, zarzucając, że zawiera ona fragmenty o charakterze antysemickim. W wyniku tej rekomendacji Allegro na kilka dni wstrzymało dystrybucję książki.
W sprawie wstrzymania sprzedaży książki głos zabrał Rzecznik Praw Obywatelskich, Adam Bodnar. Rzecznik podjął postępowanie w celu wyjaśnienia, czy doszło do naruszenia wolności wypowiedzi, czy też działania portalu Allegro miały charakter usprawiedliwiony. Rzecznik wszczął również odrębne postępowanie, aby zbadać, czy treści zawarte w książce Ziemkiewicza naruszają przepisy prawa dotyczące znieważenia grupy ludności z powodu przynależności narodowej, etnicznej, rasowej lub wyznaniowej. Sam autor w związku ze sprawą zapowiedział pozew sądowy przeciw Allegro. Oświadczył też, że książka nie zawiera żadnych treści antysemickich czy faszystowskich, a jej główny temat jest zupełnie inny.